# Gerdingen
Gerdingen est une section de la ville belge de Brée située en Région flamande dans la province de Limbourg. C'était une commune à part entière avant la fusion des communes de 1965

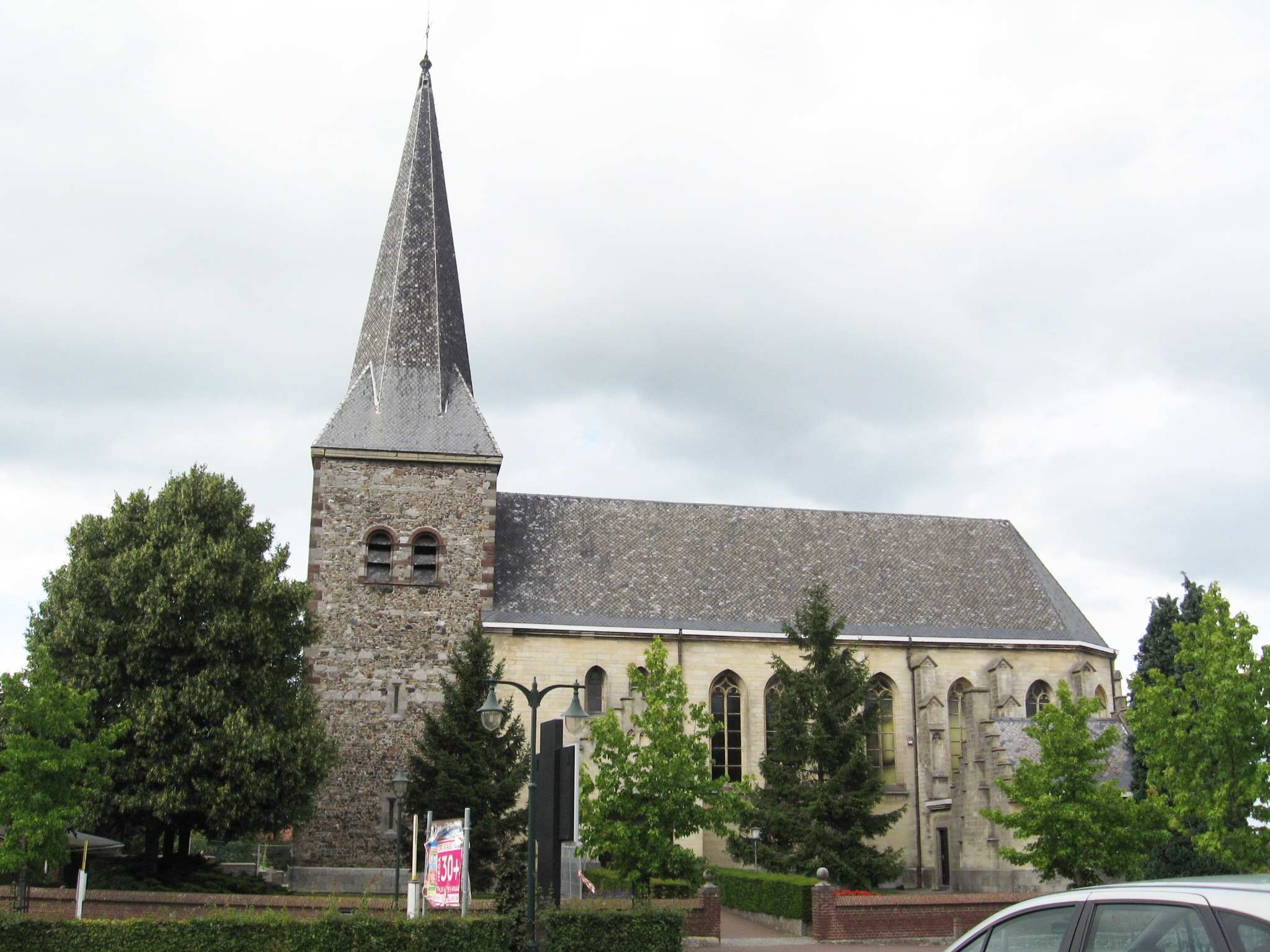
Église Notre-Dame

## Évolution démographique
- Sources: INS et www.limburg.be